# اچ‌ام‌اس پانتر (۱۷۰۳)
اچ‌ام‌اس پانتر (۱۷۰۳) (به انگلیسی: HMS Panther (1703)) یک کشتی بود که طول آن ۱۳۱ فوت ۳ ۱⁄۲ اینچ (۴۰٫۰ متر) بود.